# Chaloner Ogle
Pour les articles homonymes, voir Chaloner et Ogle.
Chaloner Ogle (1681 ? à Saint Kitts - 11 avril 1750) est un officier de marine anglais des XVIIe et XVIIIe siècles. Il termine sa carrière dans la Royal Navy au grade d'Admiral of the Fleet.

## Biographie
Fils de John Ogle, barrister de Newcastle. Ogle est issu de la branche de Kirkley Hall de la famille Ogle, une puissante famille originaire du Northumberland. Il intègre la Royal Navy en tant que volontaire en 1697.
En 1721, il commande le HMS Swallow, à la tête d'une flotte engagée dans des combats au large des côtes d'Afrique de l'Ouest. En 1722, il bat la flotte pirate de Bartholomew Roberts lors de la bataille du cap Lopez, et en récompense il est fait chevalier.
En 1741, en tant que Rear-Admiral of the Blue, il conduit l'attaque anglais sur trois forts à Carthagène des Indes pendant la campagne désastreuse menée dans le cadre de la guerre de l'oreille de Jenkins.
En 1742, il est accusé d'avoir agressé Edward Trelawny, gouverneur de la Jamaïque mais sa carrière et son avancement n'en sont pas affectés puisqu'il est nommé Admiral of the White puis Admiral of the Fleet en 1749.
Il est également député pour Rochester de 1746 1750.

## Légende
La légende dit que Chaloner Ogle a fait ses premiers voyages sur les océans en tant que bras droit de Bartholomew Roberts, un des pirates les plus célèbres de son époque. Par la suite, il devint informateur pour le compte de la Royal Navy, avant de finalement quitter Bartholomew Roberts. Il escalada rapidement la hiérarchie de la Royal Navy, accéda au rang de Capitaine et dirigea son propre navire. Il reçut alors l'ordre de capturer Bartholomew Roberts, accusé de la destruction de Saint Kitts, et de le ramener à la colonie britannique la plus proche afin de le juger ou, à défaut, de le tuer. C'est cette dernière possibilité qui se réalisa.

## Famille et descendance
Challoner Ogle épouse Henrietta Isaacson le 16 octobre 1714, à Saint James' Church, Duke's Place, Londres. Selon d'autres sources il épouse en premières noces Henrietta Issacson en 1726; et en secondes noces sa cousine Isabella Ogle en 1737, fille de Nathaniel Ogle de Kirkley Hall. Ainsi, il est le grand-oncle de son beau-frère et homonyme, Chaloner Ogle, 1er baronnet (1726–1816).
Il habite à la fin de sa vie à Gifford Lodge à Twickenham dans le Middlesex où il meurt en 1750, sans descendance.